# Zhongshan Dao
Zhongshan Dao (chiń. trad. 香山岛, chiń. upr. 中山島, pinyin Zhōngshān Dǎo) – była wyspa położona w delcie Rzeki Perłowej. W północnej części wyspy leży miasto Zhongshan, a na jej południowym krańcu specjalny region administracyjny Makau. W 2002 roku była zamieszkana przez około 2 300 000 osób, co czyniło ją 33. wyspą na świecie pod względem liczby mieszkańców. W okresie rządów dynastii Tang, wyspa odnotowała gwałtowny wzrost gospodarczy dzięki przemysłowi warzenia soli. Przed okresem rządów dynastii Ming, osady nanoszone przez deltę Rzeki Perłowej powiększyły powierzchnię wyspy, łącząc ją od północy z kontynentem i stopniowo zaczynając łączyć jej południową część z najbardziej na północ wysuniętą wyspą Makau (które wcześniej składało się z trzech wysp niemających połączenia ze stałym lądem). Przecinająca ocean ścieżka była długim i wąskim piaszczystym nasypem, który przekształcił się w ponad 200-metrową kamienną drogę pozostawioną przez portugalskich osadników. W rezultacie północna wyspa przekształciła się w półwysep Makau, który stał się najważniejszym i najlepiej prosperującym regionem Makau dzięki swojemu połączeniu z lądem stałym. Do XX wieku wyspa była znana pod nazwą Xiangshan.